# Yaguarasaurus
Yaguarasaurus columbianus
Genre
Espèce
Yaguarasaurus (littéralement « lézard de Yaguará ») est un genre éteint de mosasauridés ayant vécu durant le Crétacé supérieur (Turonien) dans ce qui est aujourd'hui l'Amérique du Sud. Une seule espèce est connue, Yaguarasaurus columbianus, décrite en 1994 à partir de fossiles découverts en Colombie.

## Découverte et nommage
Les premiers fossiles connus de Yaguarasaurus furent exhumés des lits de calcaires de la formation de La Frontera (en), située près de la ville de Yaguará (Huila), en Colombie, plus précisément dans un site appelée Cueva Rica. La localité date du stade Turonien du Crétacé supérieur, vers environ 90 millions d'années. L'holotype, catalogué BRV-68, consiste en un crâne incomplet accompagné de vertèbres cervicales et dorsales. Les premières découvertes seront publiées en 1994 par la paléontologue María Eurídice Páramo (d). En 2000, la découverte de trois nouveaux spécimens est annoncée par la même autrice, concernant des fossiles fragmentaires du crâne et des vertèbres cervicales et dorsales.
Le nom générique Yaguarasaurus vient de Yaguará et du grec ancien σαῦρος / saûros, « lézard », le tout voulant littéralement dire « lézard de Yaguará », en référence à la ville ou les premiers spécimens furent découverts. L'épithète spécifique columbianus fait référence au pays où l'animal a vécu.

## Description

Taille hypothétique comparée de Y. columbianus avec un humain.